# 9071 Coudenberghe
A 9071 Coudenberghe (ideiglenes jelöléssel 1993 OB13) a Naprendszer kisbolygóövében található aszteroida. Eric Walter Elst fedezte fel 1993. július 19-én.